# Slivovik
Slivovik (bulgariska: Сливовик) är ett distrikt i Bulgarien.   Det ligger i kommunen Obsjtina Medkovets och regionen Montana, i den nordvästra delen av landet, 100 km norr om huvudstaden Sofia. Antalet invånare är 446.
Trakten runt Slivovik består till största delen av jordbruksmark. Runt Slivovik är det ganska tätbefolkat, med 56 invånare per kvadratkilometer.